# رامشهر
رامشهر، نام ساسانی شهر اهواز است.
باستان‌شناسی رامشهر تاکنون سه دوره داشته‌است:
1. عیلامی و هخامنشی
2. باز سازی توسط اردشیر پاپکان یا شاپور یکم
3. دوره اطلاق نام خوزیان به اهواز

## پیشینه رامشهر
تاریانا (Tareiana یا Taryana) نام یکی از شهرهای هخامنشی بود. تاریخ آن به ۵۰۰ پ.م. برمی‌گردد. تاریانا دقیقاً بر سر تقاطع رود باستانی Ulai یا Eulaeus و جاده شاهی قرارداشت که شوش را به پرسپولیس و پاسارگاد متصل می‌ساخت.

## بازسازی شهر
اردشیر پاپکان بنیانگذار خاندان ساسانی شهر تاریانا را بازسازی کرد و بر روی رود باستانی Ulai یا Eulaeus آب‌بندی ساخت. و نام شهر را هرمز اردشیر گذاشت بعدها این نام به شکل داراواشیر، رامشهر، رامشیر، هرمشیر، هورمشیر و شهررام هم در متون ثبت شده‌است.
بنابر گفته مقدسی فرزند اردشیر (شاپور یکم) بود که شهر را در دو سوی رودخانه از نو بنیان نهاد و یکی را بنام خدا و دیگری را تحت نام خود نامگذاری کرد. این دو نام بعدها با یکدیگر مخلوط و به صورت هرمز-اردشیر یا به صورت خلاصه شده داراواشیر درآمد.

## دوره اطلاق نام خوزیان به اهواز
ریشه نام اهواز را برگرفته از قوم خوزی (یا هوزی) می‌دانند که ساکنان بومی استان خوزستان بوده‌اند و زبان آن‌ها تا زمان ساسانیان نیز در منطقه تکلم می‌شده‌است. یونایان به این قوم اوکسیویی (به انگلیسی: Ouxioi) می‌گفتند و نام این شهر در نوشته‌های مسیحیان سریانی «بِیث هوزَیِا/ܒܝܬ ܗܘܙܝܐ» یا «بث هوزایی» در تلمود «בי חוזאי/بِی حوزای» ثبت شده‌است.

## رامشهر در لغت‌نامه دهخدا
در لغت‌نامه دهخدا آمده‌است:
رامشهر. [ش َ] (اِخ) بگفته ناظم کتاب ویس و رامین نام قدیم اهواز است:
یکی زان شهرها[بنهاده رامین] اهواز ماندست
که شاه آنگاه شهر رام خواندست
کنون گر چه ورا اهواز خوانند
بدفتر رامشهرش بازخوانند.